# Limburgo (Países Baixos)

Bandeira de Limburgo

A localização, em vermelho, de Limburgo

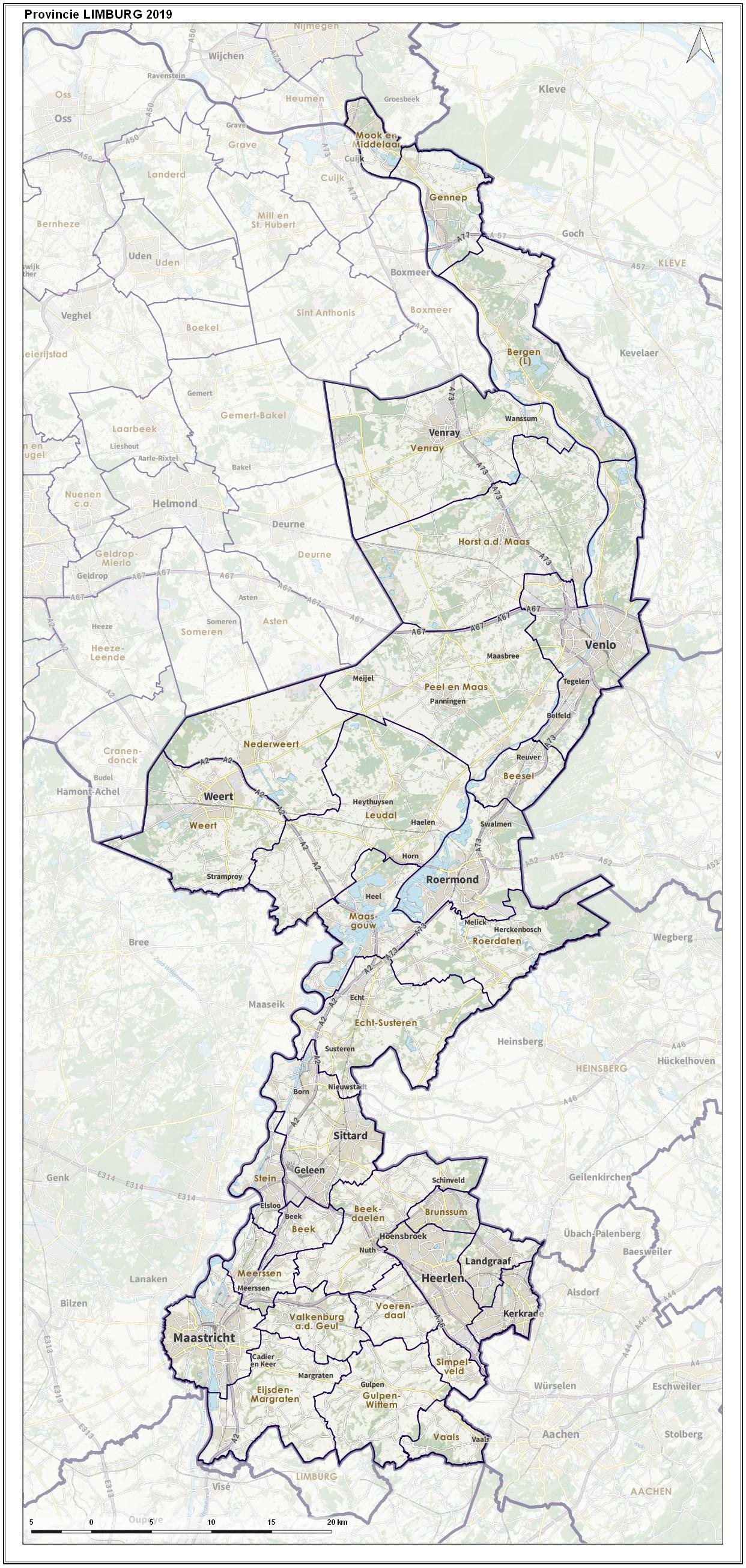
Limburgo

Limburgo (Limburg em neerlandês) é uma província dos Países Baixos, localizada no extremo sul do território neerlandês. É homónima de uma  província  belga.
Sua capital é Maastricht. Algumas cidades importantes são Heerlen, Venlo, Sittard-Geleen, Roermond e Weert. O limburguês é uma língua minoritária falada na província.

## Municípios (31)
- Beek
- Beekdaelen
- Beesel
- Bergen
- Brunssum
- Echt-Susteren
- Eijsden-Margraten
- Gennep
- Gulpen-Wittem
- Heerlen
- Horst aan de Maas
- Kerkrade
- Landgraaf
- Leudal
- Maasgouw
- Maastricht
- Meerssen
- Mook en Middelaar
- Nederweert
- Peel en Maas
- Roerdalen
- Roermond
- Simpelveld
- Sittard-Geleen
- Stein
- Vaals
- Valkenburg aan de Geul
- Venlo
- Venray
- Voerendaal
- Weert